# Let's Talk About Leftovers
Let's Talk about Leftovers es un álbum recopilatorio de Lagwagon lanzado el 8 de febrero de 2000 por Fat Wreck Chords. El disco contiene canciones inéditas, desechadas de otros discos, caras b y rarezas desde sus orígenes en 1990 hasta 1999. También podemos encontrar versiones como "Want", versión de Jawbreaker, "Bring On The Dancing Horses", de Echo & the Bunnymen, "No One Like You", de Scorpions y "Freedom Of Choice", de Devo.

## Listado de canciones
1. "A Feedbag of Truckstop Poetry"
2. "Narrow Straits"
3. "Burn That Bridge When We Get To It"
4. "Losing Everyone"
5. "Jimmy Johnson"
6. "Eat Your Words"
7. "Want"
8. "Bring On The Dancing Horses"
9. "Randal Gets Drunk"
10. "Raise A Family"
11. "Restrain"
12. "No One Like You"
13. "Freedom Of Choice"
14. "Brodeo"
15. "Drive By"
16. "Wind In Your Sail"
17. "Over The Hill"
18. "Defeat You"
19. "Laymen Terms"
20. "Jazzy Jeff"
21. "The Champ"
22. "Demented Rumors"
23. "Truth and Justice"
24. "No Conviction"
25. "Jaded Ways"

- Datos: Q3830997